# Crassispira pini
Crassispira pini é uma espécie de gastrópode do gênero Crassispira, pertencente à família Pseudomelatomidae.